# Pałac w Lubostroniu
Pałac w Lubostroniu – klasycystyczny pałac, wybudowany w latach 1795–1800 (prace nad dekoracją wnętrz trwały jeszcze co najmniej przez następne pięć lat) przez czołowego architekta epoki klasycyzmu, autora między innymi pałacu w Dobrzycy i pałacu w Śmiełowie, Stanisława Zawadzkiego, na zlecenie hrabiego Fryderyka Skórzewskiego, na terenie folwarku Piłatowo. Nazwę Lubostroń nadał pałacowi sam właściciel od słów „lube ustronie”.

## Historia
Dobra łabiszyńskie zostały nabyte w 1762 r. przez hrabiego Franciszka Skórzewskiego, generała wojsk koronnych, zwolennika konfederacji barskiej. Majątek ten przeszedł następnie w posiadanie jego syna Fryderyka Skórzewskiego, znawcy i miłośnika sztuki. On to właśnie we wsi Piłatowo postanowił wznieść pałac, nazywając to miejsce Lubostroniem.
Na projektodawcę oraz wykonawcę tego zamierzenia wybrał Stanisława Zawadzkiego (1743–1800), architekta wykształconego w Rzymie, znanego ze swych realizacji budowli reprezentacyjnych i wojskowych w Warszawie, Kamieńcu Podolskim i na terenie Wielkopolski. Najprawdopodobniej fundator życzył sobie, aby jego pałac był podobny do słynnej Villa Rotonda koło Vicenzy, zaprojektowanej w 1550 przez włoskiego architekta Andrea Palladio. Do budowy pałacu nabyto bazy, kapitele, i całe kolumny przeznaczone wcześniej do budowy Świątyni Opatrzności Bożej w Warszawie.
Ignacy Chodźko w wydanej w końcu lat 30. XIX w. pracy o ważniejszych pamiątkach historycznych i ciekawszych budowlach w Polsce, pisał: 

"(...) W pobliżu Noteci i blisko miasta Łabiszyna w Wielkim Księstwie Poznańskim wznosi się pałac w Lubostroniu. Jego położenie jest zachwycające, urok jego ogrodów i piękne propozycje architektury wykonanej pod kierunkiem Stanisława Zawadzkiego, tworzą z tej posiadłości jedną z najbardziej godnych uwagi w Polsce (…)"

Leon Skórzewski w 1872 zaprosił do majątku Erazma Rykaczewskiego, który spędził tu swój ostatni rok życia. Lubostroń pozostawał w rękach różnych gałęzi rodu Skórzewskich aż do wybuchu II wojny światowej. Po wojnie gospodarzem obiektu było miejscowe Państwowe Gospodarstwo Rolne. Mieścił się tu m.in. ośrodek Wczasów Pracowniczych.
W latach 60. losem zabytku zainteresował się dyrektor Filharmonii Pomorskiej Andrzej Szwalbe. Namawiając do przeprowadzenia remontu włodarzy regionu, postanowił ożywić zabytek muzyką. Począwszy od pierwszych Festiwali Muzyki Polskiej, organizowanych od 1963 r. przez bydgoską filharmonię, zaczęto w rotundzie pałacu w Lubostroniu organizować koncerty. Słuchaczy i gości festiwalowych przywożono z Bydgoszczy autobusami, zaś inni przyjeżdżali własnymi samochodami. Jednym z pierwszych koncertów był występ Capelli Bydgostiensis pod dyrekcją Stanisława Gałońskiego w dniu 8 maja 1963 r. Rok później, podczas II Festiwalu Muzyki Polskiej, Capella Bydgostiensis wykonała w Lubostroniu polskie kompozycje średniowiecza oraz dzieła Stanisława Moniuszki. Tradycja koncertów w Lubostroniu trwała wiele lat. Występowali polscy i zagraniczni artyści, goście bydgoskich Festiwali Muzyki Polskiej, a potem Musica Antiqua Europae Orientalis. W 1965 r. w rotundzie pałacu odbył się kongres naukowców i organizatorów I Festiwalu MAEO.
Gdy po likwidacji PGR, pałac został przejęty przez państwo, utworzono zespół pałacowo-parkowy i przeprowadzono w nim remont kapitalny, tworząc miejsce wraz z zespołem hotelowo-restauracyjnym na różnorodną działalność, także artystyczną. Od lat odbywają się tutaj stałe imprezy muzyczne w wykonaniu bydgoskich artystów: muzyków Filharmonii Pomorskiej, Opery Nova, a także pedagogów i studentów bydgoskiej Akademii Muzycznej. Uczelnia zainicjowała w Lubostroniu cykl niedzielnych „Koncertów pałacowych”. Są to recitale śpiewaków i instrumentalistów, zespołów kameralnych i chórów, koncerty specjalne, tematyczne, występują laureaci konkursów, profesorowie i ich studenci w koncertach „Mistrz i uczeń”.
Obecnie Pałac w Lubostroniu jest instytucją kultury, odbywają się tu cyklicznie imprezy, m.in. koncerty, wernisaże i spektakle teatralne. Dodatkowo instytucja prowadzi restaurację i posiada miejsca noclegowe.
Zespół pałacowo-parkowy w Lubostroniu został uznany za Pomnik Historii rozporządzeniem Prezydenta Rzeczypospolitej Polskiej z dnia 15 listopada 2023 r.

## Architektura
Pałac nawiązuje w swym kształcie do Villa Rotonda z Vicenzy autorstwa Palladia, warszawskiej Królikarni Merliniego i Villa Trissino z Meledo. Pałac lubostroński nie zachowuje absolutnej symetrii układu pomieszczeń i elewacji, tak charakterystycznych dla arcydzieła Palladia. Zbudowany jest na planie kwadratu z okrągłą trzykonygnacyjną salą pośrodku. Od wschodu do głównego portyku z ośmioma kolumnami jońskimi w wielkim porządku prowadzą schody. Portyk zwieńczony jest frontonem zawierającym herby Garczyński Antoniny Garczyńskiej (1770-1824) (po lewej) żony Fryderyka Skórzewskiego (1768-1832), hrabiego w Prusach (po prawej). Na fryzie widnieje napis "SIBI AMICITIAE ET POSTERIS MDCCC" (sobie, przyjaciołom i potomnym 1800). Pozostałe fasady posiadają czterokolumnowe pseudoportyki przyścienne z kolumnami wpuszczonymi w mur podtrzymujące trójkątne frontony.  W polu frontonu z północnej strony pomiędzy panopliami znajdują się dwie tarcze z herbami Orła i Pogoni; we frontonie z południowej strony spolia otaczają dwie zespolone tarcze z symbolami Marasa (wiązka płomieni i błyskawic) i Minerwy (głowa Gorgony); fronton od zachodniej, parkowej strony wypełnia scena z mitologii z postaciami śpiącego Chronosa (Saturna) i brodatego Bachusa (Vertumnusa), przedstawiająca idylliczne życie w „złotym wieku”.
Budynek jest dwukondygnacyjny z centralną trzykondygnacyjną salą rotundową przykrytą kopułą z blachy miedzianej na tamburze. Kopułę wieńczy brązowa postać dźwigającego kulę ziemską Atlasa, wykonanego pod koniec XIX wiek przez Władysława Marcinkowskiego. Mimo odstępstw od sztywnych reguł Palladia pałac w Lubostroniu sprawia wrażenie dzieła skończenie harmonijnego, o wspaniałej sylwecie.
Sztukaterie w sali rotundowej wykonane zostały przez Michała Ceptowskiego z Poznania. Bezpośrednio pod kopułą znajduje się fryz przedstawiający antyczną procesję ofiarną, poniżej są cztery płaskorzeźby ilustrujące bitwę pod Koronowem, bitwę pod Płowcami, królową Jadwigę przyjmującą w Inowrocławiu wielkiego mistrza krzyżackiego Konrada von Jungingena oraz Fryderyka Wielkiego i Mariannę Skórzewską (matkę fundatora pałacu) oglądających plany budowy Kanału Bydgoskiego. Program ikonograficzny sugeruje zainteresowanie zleceniodawcy problematyką stosunków polsko-niemieckich, zarówno antagonistycznych, jak i pokojowych. Podłoga pałacowa jest bogato intarsjowana, z herbami Orła i Pogoni. Dekoracje sali uzupełnia olbrzymi mosiężny żyrandol zwisający z kopuły. Kapitele i bazy kolumn w sali rotundowej pochodzą z niewybudowanej świątyni Opatrzności Bożej w Warszawie, mającej być votum narodu za Konstytucję 3 Maja. W bocznych salach umieszczone są malowidła ścienne Antoniego i Franciszka Smuglewiczów. Na uwagę zasługują zabytkowe piece oraz lustra.
Obok pałacu znajdują się klasycystyczna oficyna (stary dwór) oraz zabudowania stajni i wozowni, również projektu Zawadzkiego, a także późniejsze neogotyckie zabudowania folwarczne. Pałac otoczony jest kilkudziesięciohektarowym parkiem krajobrazowym (ok. 40 ha), przechodzącym płynnie w las. Projektantem parku był uznany architekt krajobrazu Teichert. W nocy z 2 na 3 sierpnia 2017 wichura zniszczyła ok. 200 drzew w parku, w tym 4 pomnikowe lipy. Kolejnych zniszczeń dokonała burza z 11 na 12 sierpnia 2017, niszcząc kolejne pomniki przyrody oraz powodując uszkodzenia oranżerii. Ucierpiały także dwa budynki (dach administracji i więźba dachowa dawnej wozowni i stajni).

## Galeria

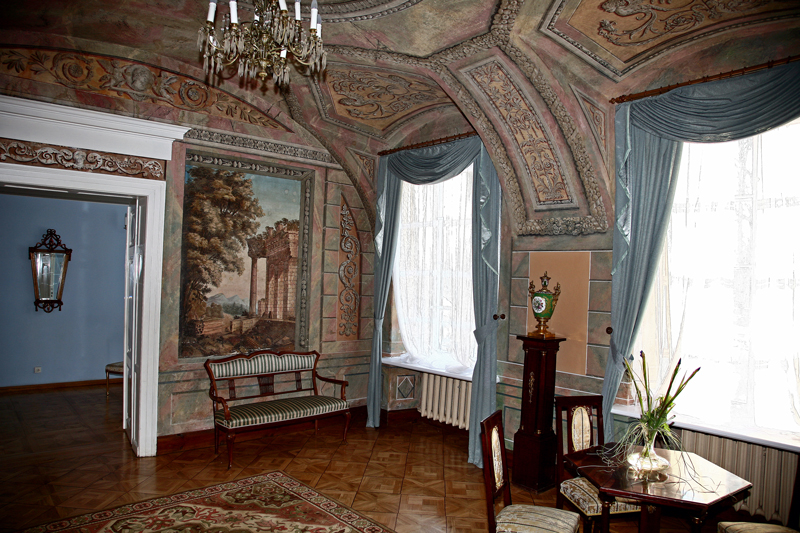
Komnata pałacowych
Herb A. Garczyńskiej
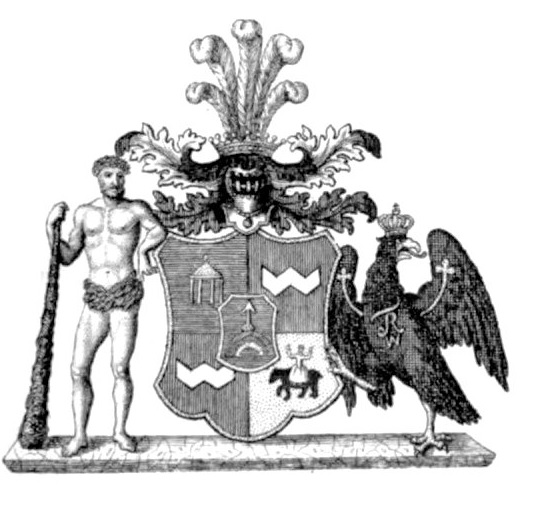
Herb F. Skórzewskiego
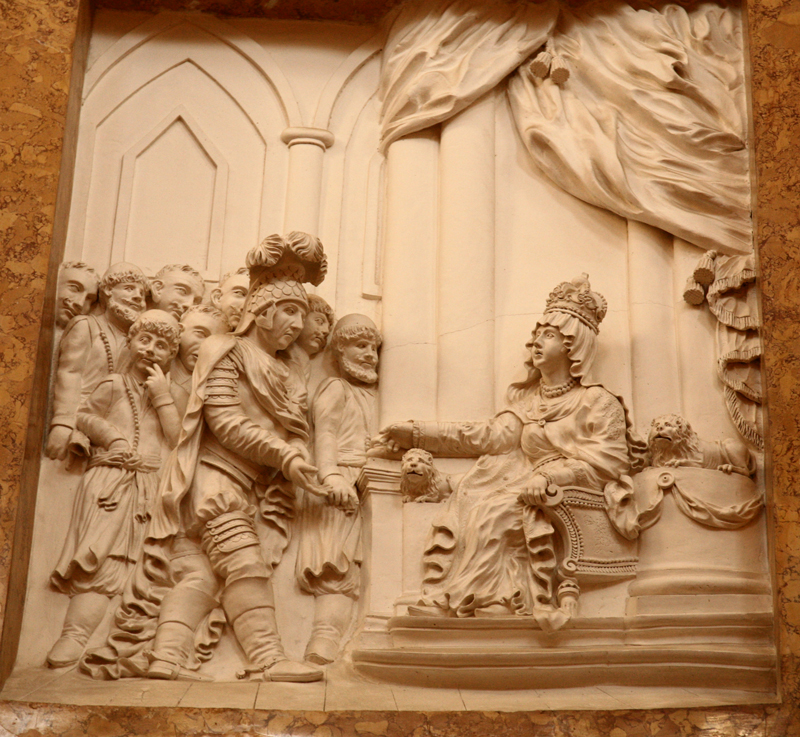
Jadwiga przyjmująca Konrada Jungingena
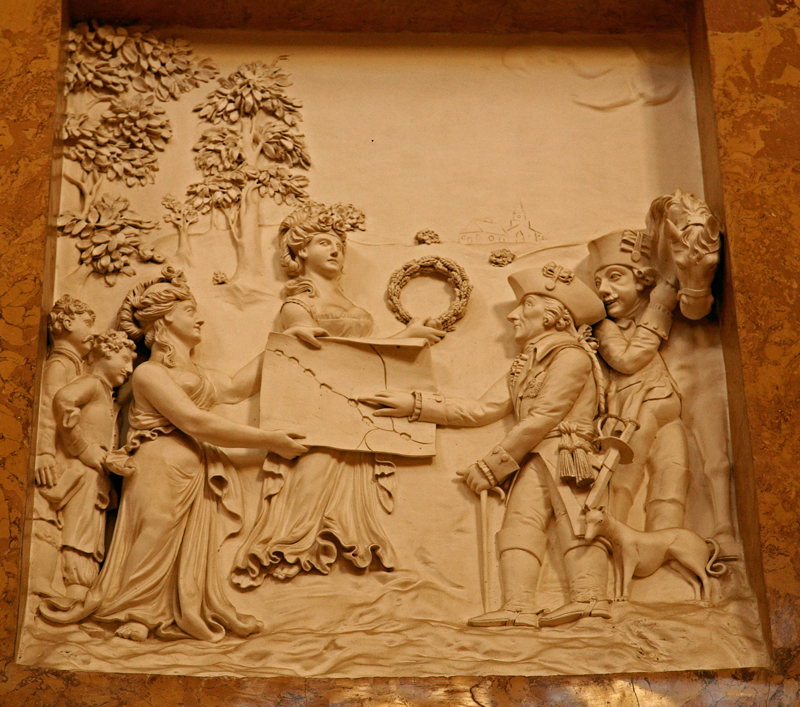
M. Skórzewska z planami kanału u Fryderyka
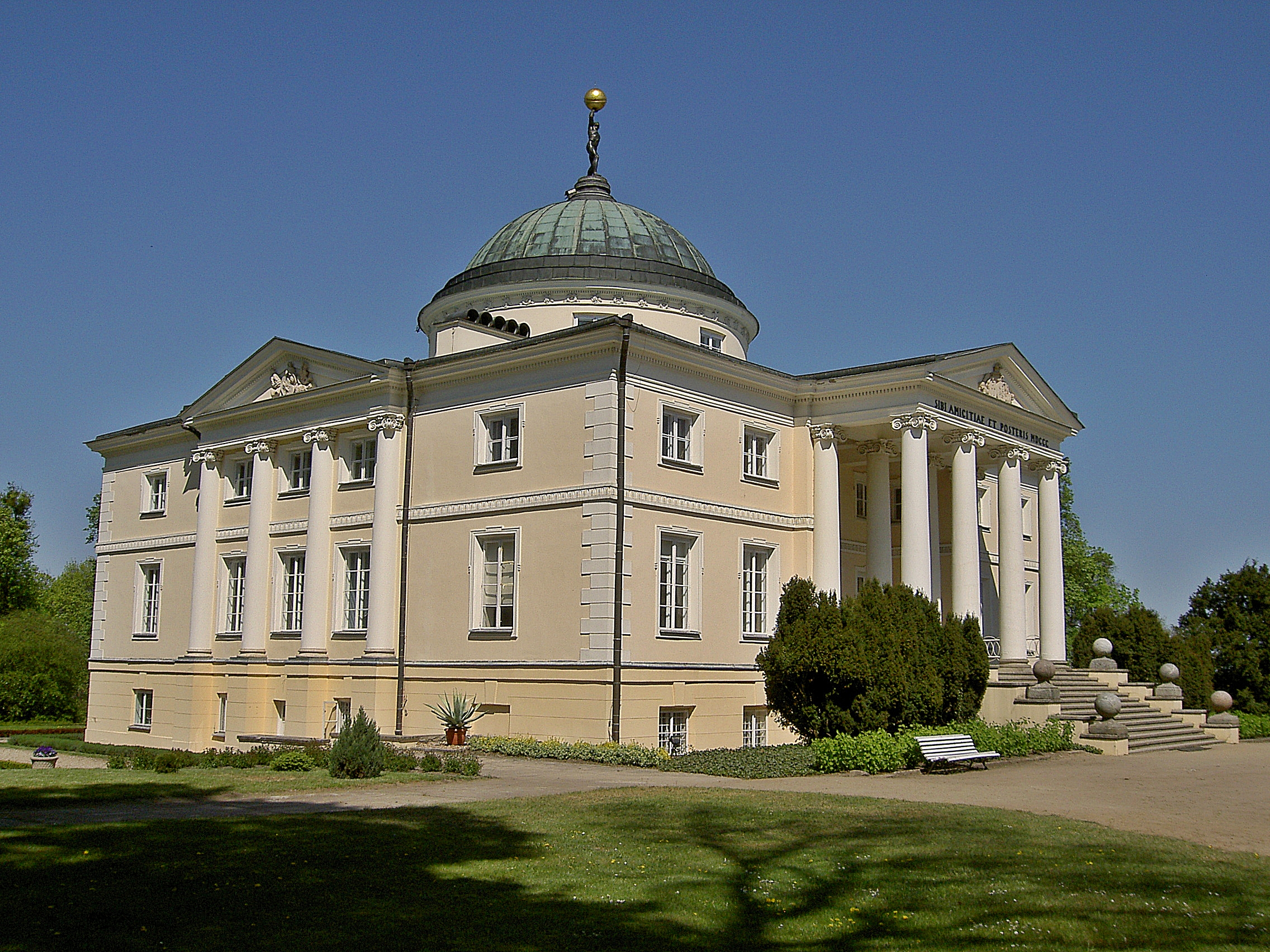
Elewacja frontowa i boczna
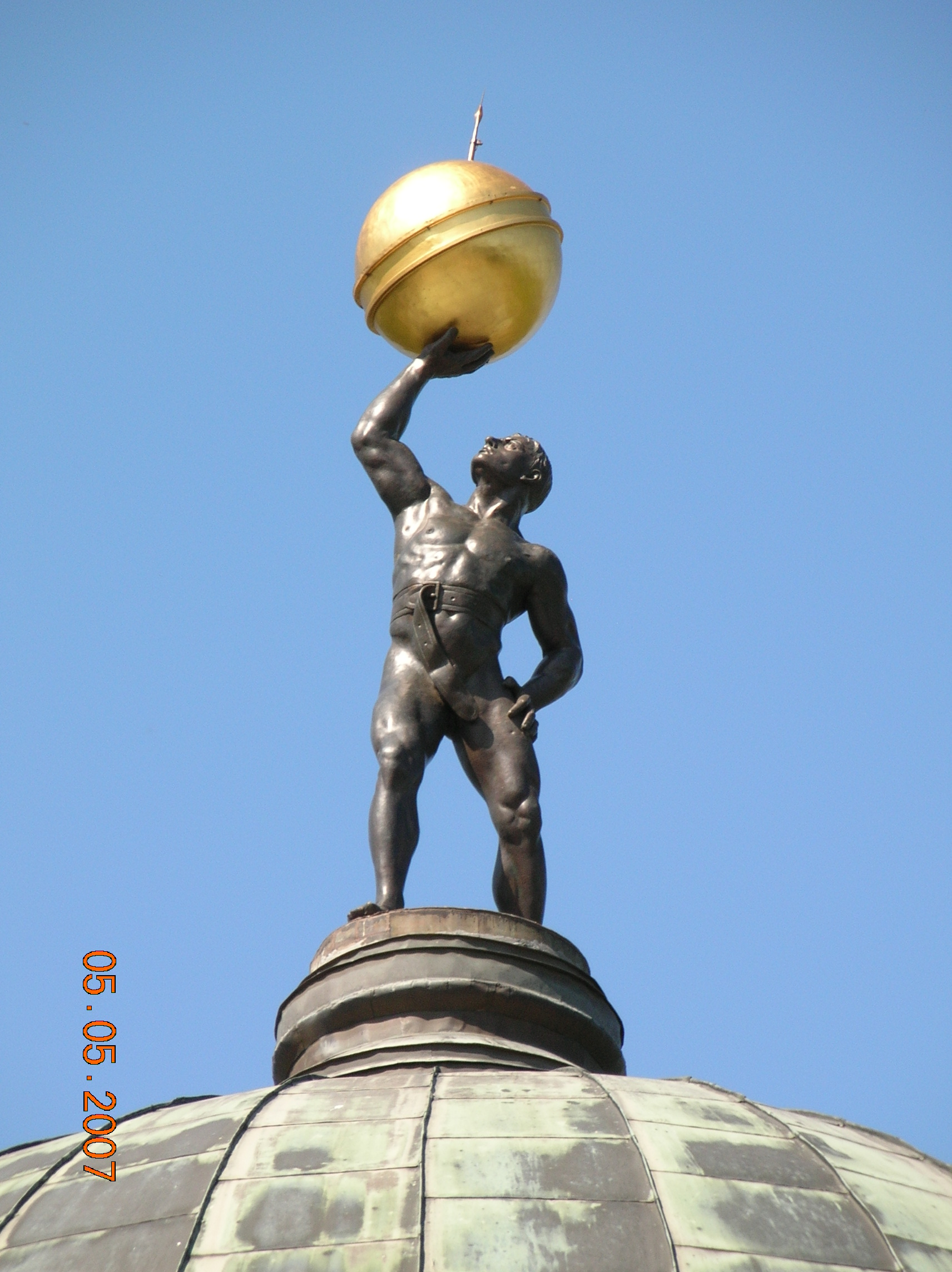
Zwieńczenie kopuły
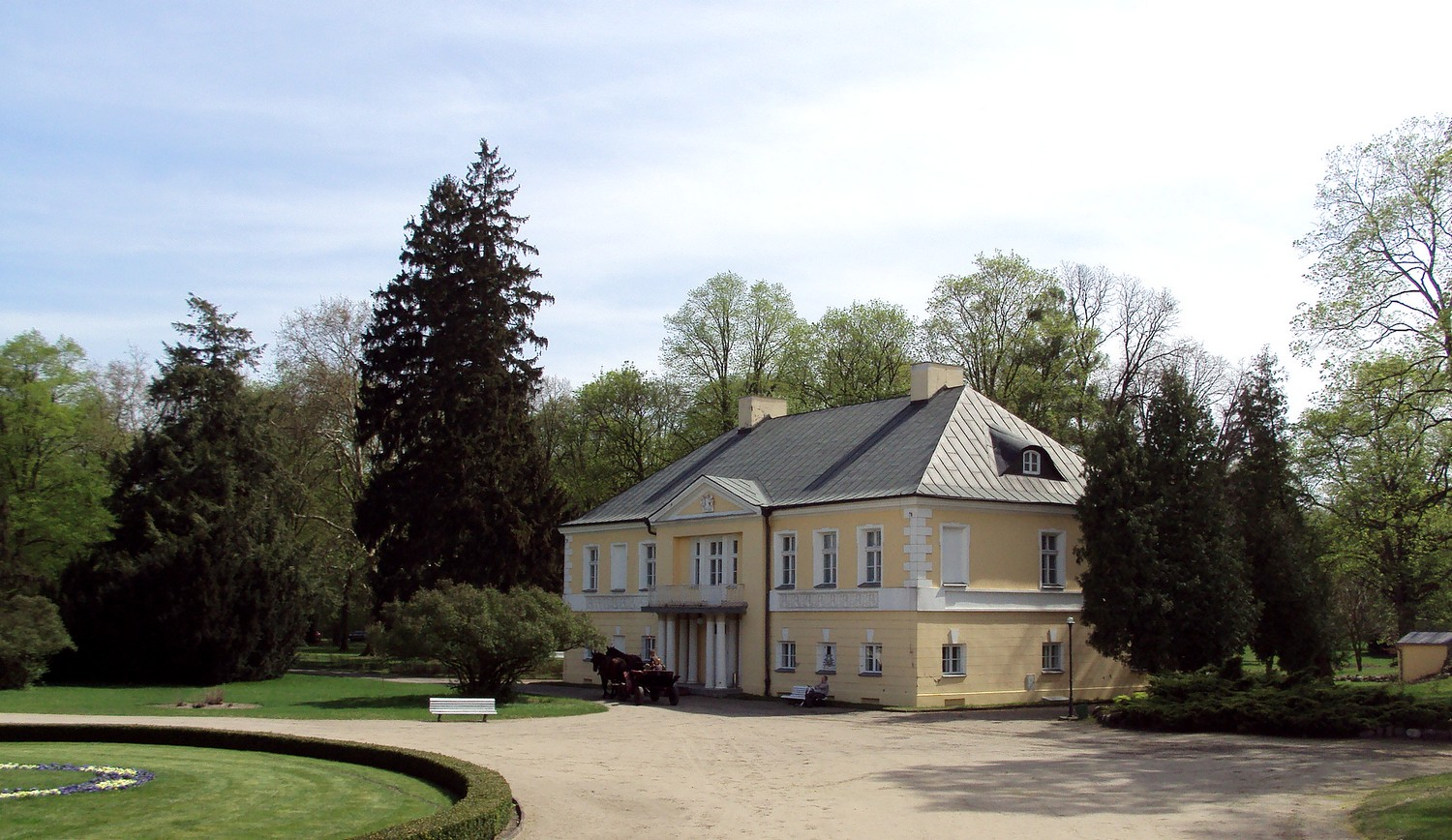
Oficyna pałacu
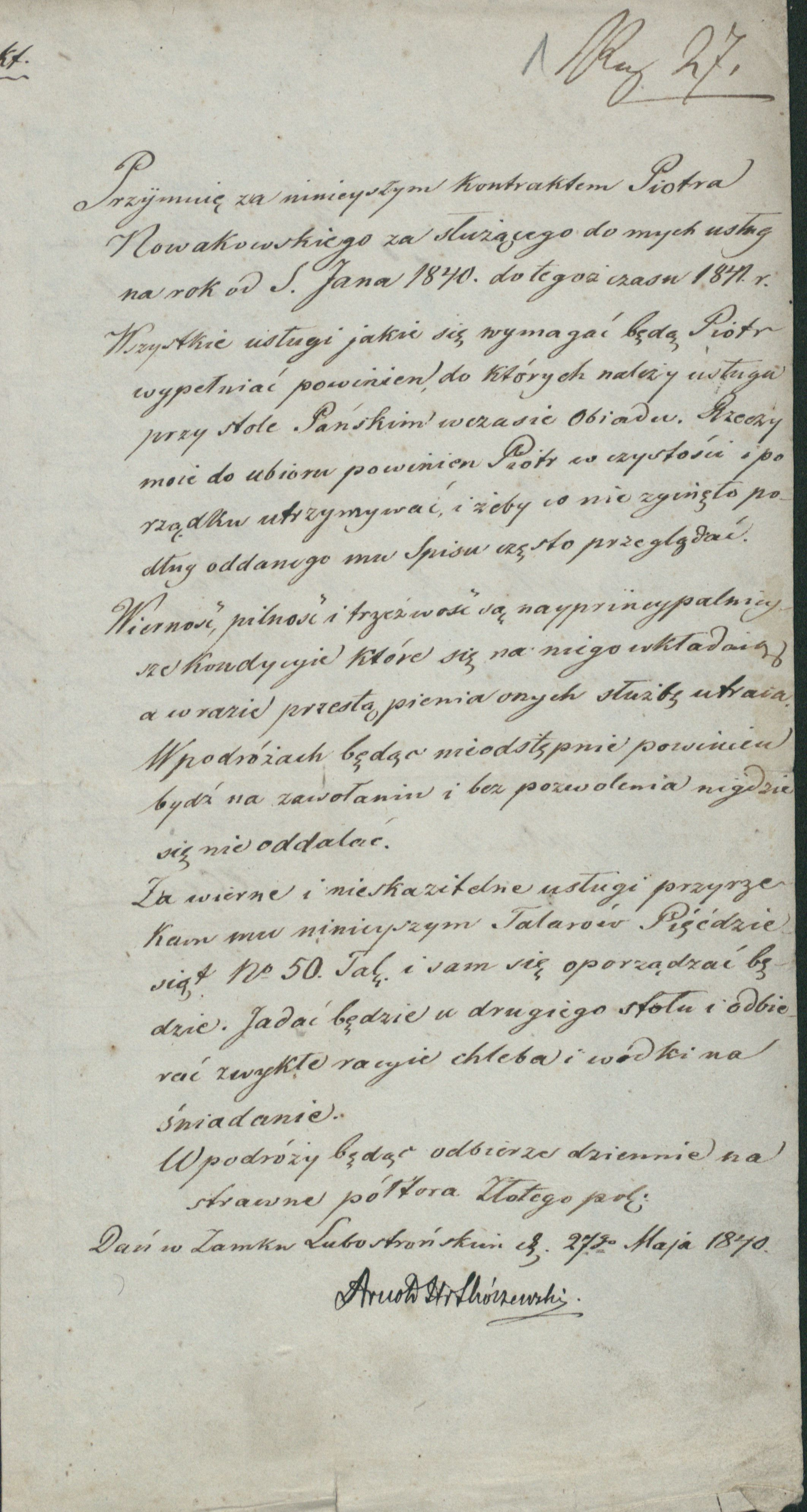
Umowa Skórzewskiego z sługą, 1840
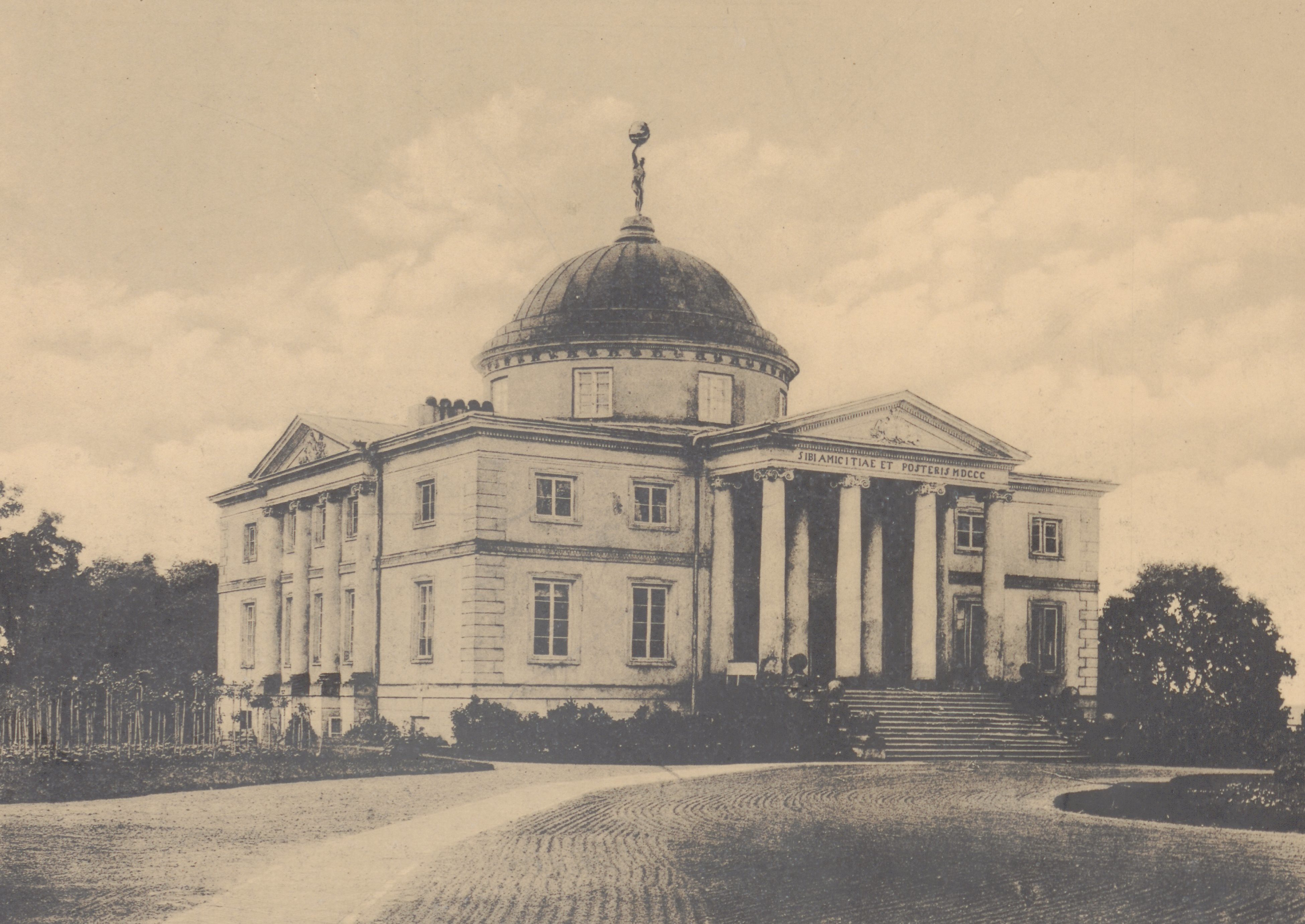
Widok pałacu (1912)